# Т-43
T-43 — радянський дослідний середній танк періоду німецько-радянської війни. Проєкт розроблений КБ заводу № 183 у 1942 році на базі Т-34 з використанням елементів конструкції дослідного танка Т-34С. Шляхом повної переробки корпусу Т-34 і компактнішого розміщення всіх вузлів і механізмів була досягнута можливість істотно збільшити захищеність танка (75-мм лобова броня проти 45-мм броні у Т-34-76). Це істотно збільшувало шанс на виживання танка на полі бою, оскільки ще влітку 1942 року після проведеного обстрілу серійного Т-34-76 з німецьких трофейних гармат було зазначено, що танк Т-34 "вразливий до вогню німецьких протитанкових гармат на всіх дистанціях і всіх кутах дійсного вогню".
Основною вимогою при проєктуванні танка Т-43 було обов'язкове збереження всіх основних вузлів і механізмів серійного танка Т-34. З одного боку, це вимога значно спрощувало постановку Т-43 в масове виробництво, з іншого — вилилося в спадкування деяких не дуже вдалих рішень від танка Т-34. Зокрема, довжину моторно-трансмісійного відділення Т-43 скоротити не вдалося, в результаті чого бойове відділення вийшло менше. Частково компенсувати це (щоб забезпечити екіпажу необхідний внутрішній простір) вдалося застосуванням торсіонної підвіски, компактнішої, ніж свічкова з вертикальними пружинами, що дісталася Т-34 майже в незмінному вигляді від архаїчної конструкції танка Крісті.
Перевершуючи Т-34 з бронезахисту і не поступаючись за озброєнням важкому танку КВ-1/КВ-1с, середній танк Т-43, проте, наблизився до важких танків по питомому тиску на ґрунт, що негативно позначилося на прохідності і запасі ходу.
Але найгірше було те, що його конструкція вийшла граничною, що виключало подальшу модернізацію. І коли серійну «тридцятьчетвірку» оснастили 85-мм гарматою, потреба в Т-43 відпала, хоча саме башта від Т-43 з невеликими змінами була використана для танка Т-34-85, тому досвід роботи над ним не пропав даром. До того ж випробувальний пробіг Т-43 на 3 тис. км наочно довів правильність вибору для середнього танка торсіонної підвіски, що було вперше впроваджено на середньому танку Т-44.